# Clive Murray
Clive Murray (5 dicembre 1990) è un calciatore grenadino, attaccante del Paradise.

## Carriera

### Club
Comincia a giocare in patria, al Paradise. Nel 2012 si trasferisce in Thailandia, al Roi Et. Nel 2017 torna al Paradise.

### Nazionale
Debutta in Nazionale il 27 marzo 2011, in Saint Kitts e Nevis-Grenada (0-0). Mette a segno le sue prime due reti con la maglia della Nazionale il 27 maggio 2011, in Grenada-Antigua e Barbuda (2-2). Ha partecipato, con la maglia della Nazionale, alla Gold Cup 2011.